# Sonny Boy Williamson I
John Lee Williamson, (Jackson (Tennessee), 30 de marzo de 1914 - Chicago (Illinois), 1 de junio de 1948) conocido en el mundo del blues como Sonny Boy Wiliamson I, fue un armonicista y cantante estadounidense.
No debe confundirse con Rice Miller, nacido Aleck Ford y conocido como Sonny Boy Williamson II.

## Historial
John Lee era hijo de granjeros afroamericanos de Tennessee y aprendió solo a tocar la armónica, actuando en un medecine show, donde se ganó el apodo de Sonny Boy. Admirador profundo de Sleepy John Estes y, sobre todo, de su armonicista Hammie Nixon, al que imitaba en sus comienzos. Incorporado finalmente a la banda de Estes, Sonny Boy modeló su estilo a partir del sonido de ambos. En 1934, se trasladó a Saint Louis, donde trabajó con Big Joe Williams, Walter Davis y otros. Después, emigró a Chicago, donde recorrió todos los clubs y logró convertirse en el armonicista favorito del público local. 
A partir de 1937 comenzó a realizar grabaciones de gran éxito, en un estilo muy parecido a Estes, entre las que destaca "Good morning, little schoolgirl". En los diez años siguientes, grabaría más de 120 temas para el sello Bluebird, y se convirtió en una de las grandes estrellas de Chicago. Su éxito fue tal, que surgieron muchos imitadores que, incluso, se hacían pasar por él, siendo el más conocido Rice Miller (Sonny Boy Williamson II) al que, por cierto, John Lee "estuvo buscando con una pistola en el bolsillo para arreglar cuentas con el impostor".
Ejerció una indudable influencia sobre los jóvenes armonicistas como Little Walter, Snooky Pryor, Junior Wells o Billy Boy Arnold, a quienes dio lecciones y consejos, además de apoyar a bluesmen como Muddy Waters.
Su carácter y sus excesos con el alcohol, y con las mujeres que acudían a verlo a los clubs nocturnos, causaron su muerte: El 1 de junio de 1948, volvía muy borracho a casa, tras una actuación, cuando el marido de una mujer a la que había "cortejado" durante la misma, le atacó con un punzón de hielo, y le atravesó la cabeza.

## Estilo
Sonny Boy tocaba la armónica en el llamado estilo cross harp, es decir, en un tono una cuarta por debajo del tono en que estaba afinada, lo que permitía conseguir la escala del blues aspirando la mayoría de las notas, en lugar de soplando, permitiendo de esa forma la vocalización y distorsión, mediante la técnica de los "bendings" (bajar el tono de la nota doblando la lengüeta mediante la modificación de la cavidad bucal) , típicas del blues.
Fue Williamson quien impulsó esta técnica, así como la del Double stop, es decir, tocar dos notas a la vez, para crear efectos rítmicos.
Fue también quien introdujo en Chicago la formación de banda que más tarde sería típica del blues eléctrico, incluyendo una guitarra eléctrica (Big Bill Broonzy, Big Joe Williams o Robert Nighthawk, normalmente), un piano, un bajo y una batería.